# Tessala Lemtaï
Tessala Lemtaï également appelée Tassala Lemtaï est une commune de la wilaya de Mila en Algérie.

## Géographie

### Localisation
La commune de Tessala Lemtaï est localisée dans l'extrême nord de la wilaya de Mila, limitrophe de la wilaya de Jijel.
| Chahna (Jijel) | Chahna (Jijel), Boucif Ouled Askeur (Jijel) | Boucif Ouled Askeur (Jijel) |
| Djimla (Jijel) | Tessala Lemtaï                              | Amira Arrès                 |
| Minar Zarza    | Rouached                                    |                             |

### Relief, géologie, hydrographie
Au centre de la commune on trouve le massif forestier de Djebel Bessbas à 1080. Au nord le point culminant est Fedj El Melaab à 1 465 mètres.

### Transports
Le chef-lieu de Tessala est traversé par la route nationale: RN105.

### Villages, hameaux et lieux-dits
La commune compte une agglomération principale qui fait office de chef-lieu Tessala, et deux autres agglomérations secondaires, Ansa et Berraka. Les hameaux sont : Bouarbia, Ansa, Boudaoued, Ouled Salah, berraka, Bourdjouène, Sedari, Bardja, El karnia.

## Toponymie
Le nom vient de Tessala, un toponyme berbère et Lemtaï du nom du premier maquisard de la région, mort durant la Guerre d'Algérie dans la région.

## Histoire
Le territoire communal correspond à l'ancienne fraction Ouled Haya de la tribu des Zouagha. Elle devient le douar-commune de Tassala le 19 décembre 1893 au sein de la commune mixte de Fedj M'Zala. Lors de la dissolution de la commune mixte, les douars de Tassala et Zarza sont érigés en commune de plein exercice du nom de Tassala.  En 1963, la commune de Tassala est intégrée à la commune de Rouached. En 1984 les communes de Tessala Lemtaï et Menar Zarza sont créées.

## Démographie
| 1897  | 1902  | 1928  | 1987   | 1998   | 2008   | 2022   |
| ----- | ----- | ----- | ------ | ------ | ------ | ------ |
| 3 052 | 3 100 | 3 146 | 10 821 | 13 849 | 15 676 | 16 946 |